# Боулинг на Панамериканских играх 2015
Боулинг на Панамериканских играх 2015 года в Торонто прошёл с 22 по 25 июля в Пан Ам Боулинг Центре. Медали разыгрывались в четырёх дисциплинах. В соревнованиях приняло участие 56 спортсменов из 15 стран. Сборная США впервые в истории Панамериканских игр смогла завоевать лишь одну золотую медаль в боулинге.

## Медали

### Общий зачёт
(Жирным выделено самое большое количество медалей в своей категории; принимающая страна также выделена)
| Общее количество медалей |                          |        |         |        |       |
| Место                    | Страна                   | Золото | Серебро | Бронза | Всего |
| 1                        | США                      | 1      | 1       | 3      | 5     |
| 2                        | Колумбия                 | 1      | 1       | 1      | 3     |
| 3                        | Канада                   | 1      | 0       | 1      | 2     |
| 4                        | Бразилия                 | 1      | 0       | 0      | 1     |
| 5                        | Венесуэла                | 0      | 1       | 1      | 2     |
| 6                        | Доминиканская Республика | 0      | 1       | 0      | 1     |
| Всего                    | Всего                    | 4      | 4       | 6      | 14    |

### Медалисты

#### Мужчины
| Дисциплина       | Золото                             | Серебро                                 | Бронза                       |
| Одиночный разряд | Марсело Суарц Бразилия             | Амлето Монакелли Венесуэла              | Дэн Маклеллан Канада         |
| Одиночный разряд | Марсело Суарц Бразилия             | Амлето Монакелли Венесуэла              | Дэвин Бидуэл США             |
| Парный разряд    | Канада Франсуа Лавуа Дэн Маклеллан | Колумбия Хайме Гонсалес Мануэль Оталора | США Дэвин Бидуэл Томми Джонс |

#### Женщины
| Дисциплина       | Золото                               | Серебро                             | Бронза                                    |
| Одиночный разряд | Шеннон Плюховски США                 | Ауми Герра Доминиканская Республика | Лиз Джонсон США                           |
| Одиночный разряд | Шеннон Плюховски США                 | Ауми Герра Доминиканская Республика | Росио Рестепо Колумбия                    |
| Парный разряд    | Колумбия Клара Герреро Росио Рестепо | США Лиз Джонсон Шеннон Плюховски    | Венесуэла Патрисия де Фария Карен Маркано |

## Место проведения
| Пан Ам Боулинг Центр |
| -------------------- |
|                      |
| Вместимость: 150     |